# Chrysopraas
Chrysopraas (Grieks: chrysos, goud en prason, prei) is een variëteit van het mineraal chalcedoon, waarmee het de chemische, optische en fysische eigenschappen deelt. Het kan kleine hoeveelheden nikkel bevatten en heeft een kleur die kan variëren van appelgroen tot diepgroen.
Chrysopraas wordt vaak gebruikt als edelsteen.
Chrysopraas wordt gewonnen in Australië (Queensland en West-Australië), Duitsland, Polen, Rusland, de Verenigde Staten (in de staten Arizona en Californië) en Brazilië.